# Фюрстенау
Фюрстенау (нем. Fürstenau) — город в Германии, в земле Нижняя Саксония.
Входит в состав района Оснабрюк. Подчиняется управлению Фюрстенау. Население составляет 9751 человек (на 31 декабря 2010 года). Занимает площадь 78,62 км². Официальный код — 03 4 59 017.
| Год  | Население |
| ---- | --------- |
| 1990 | 8319      |
| 1995 | 9706      |
| 2000 | 9939      |
| 2005 | 9998      |
| 2010 | 9804      |